# Operation Buster-Jangle
Operation Buster-Jangle var en serie amerikanska kärnvapenprov vid Nevada National Security Site 1951. Det var ett samarbete mellan Los Alamos National Laboratory och USA:s Försvarsdepartement. Målet med testet var att undersöka hur användbart atombomber var för att skapa kratrar med sprängningar på markytan och under marken. Under testen undersöktes även hållbarheten och effekterna av kärnvapendetonationer på militära fordon, anläggningar, uniformer, tält, vattenkontamination i vattentorn, bunkrar och djur.
Militärövningarna Desert Rock I, Desert Rock II och Desert Rock III skedde i samband med Operation Buster-Jangle. I militärövningar var över 6 500 personer aktivt med och deltog. Som följd av bristfällig säkerhet blev över 335 personer exponerade för en strålningsdos på över 6 röntgen (~56 mSv) under testen.

## Kärnvapenprov
| Nu.                                       | Namn av test | Bomb              | Planerat datum   | Faktiskt datum   | Lokal tid | NNSS:s Testområde | Typ                  | Explosionskraft (kt) | Molnhöjd (feet) |
| ----------------------------------------- | ------------ | ----------------- | ---------------- | ---------------- | --------- | ----------------- | -------------------- | -------------------- | --------------- |
| 1                                         | "Able"       | Mark 6 (atombomb) | 19 oktober 1951  | 22 oktober 1951  | 6:00      | Area 7            | Bombtorn             | 0                    | 100 (30 m)      |
| 2                                         | "Baker"      | Mark 4 (atombomb) | 23 oktober 1951  | 28 oktober 1951  | 7:20      | Area 7            | Flygbomb             | 3.5                  | 1 118 (340 m)   |
| 3                                         | "Charlie"    | Mark 4 (atombomb) | 26 oktober 1951  | 30 oktober 1951  | 7:00      | Area 7            | Flygbomb             | 14                   | 1 132 (345 m)   |
| 4                                         | "Dog"        | Mark 4 (atombomb) | 29 oktober 1951  | 1 november 1951  | 7:30      | Area 7            | Flygbomb             | 21                   | 1 417 (431 m)   |
| 5                                         | "Easy"       | Mark 7 (atombomb) | 1 november 1951  | 5 november 1951  | 8:30      | Area 7            | Flygbomb             | 31                   | 1 314 (400 m)   |
| 6                                         | "Sugar"      | Mark 6 (atombomb) | 15 november 1951 | 19 november 1951 | 9:00      | Area 9            | Markdetonation       | 1.2                  | 35 (10,5 m)     |
| 7                                         | "Uncle"      | Mark 6 (atombomb) | 29 november 1951 | 29 november 1951 | 11:59     | Area 9            | Underjordsdetonation | 1.2                  | -17 (-5 m)      |
| Referens: Defense Threat Reduction Agency |              |                   |                  |                  |           |                   |                      |                      |                 |